# Тера-Сієна

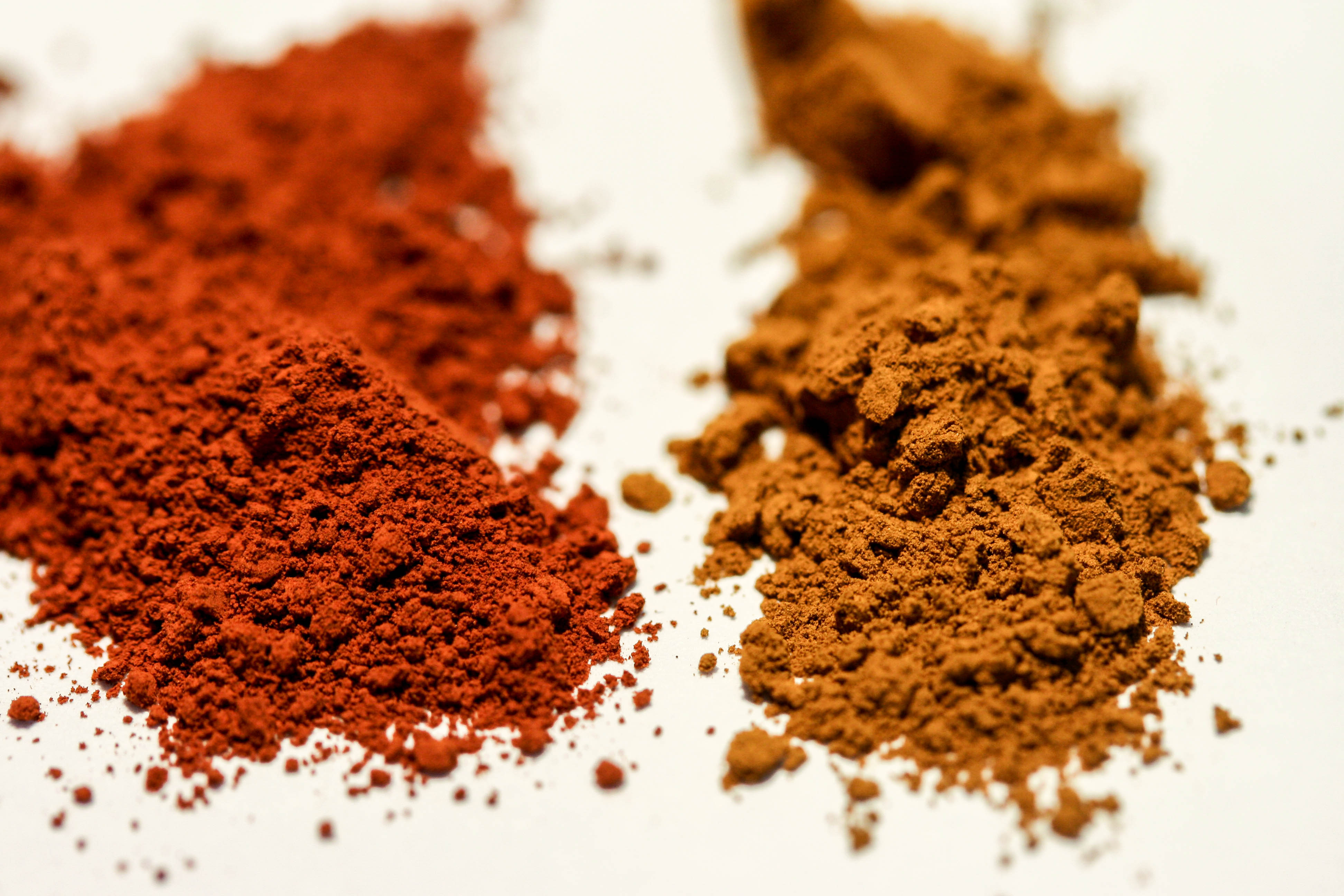
Ліворуч — палена сієна, праворуч — натуральна

Тера Сієна — природний залізо-оксидний пігмент жовто-коричневого кольору, гідрат оксиду заліза з домішкою глинистих мінералів та діоксиду манґану. Коричнювато-жовта глиниста вохра, «сієнська земля», різновид галуазиту.

## Загальний опис
Terra di Siena (італ. «земля з Сієни»), італійська охра — це пігмент від жовтого до червонувато-коричневого кольору, названий на честь ґрунту навколо міста Сієна в Тоскані (Італія).
Тера-Сієна, разом з іншими земляними кольорами, була найпершим кольоровим пігментом, який використовували люди. Його вже можна знайти на печерних малюнках кам'яного віку, що також підтверджує його довговічність. Його часто знаходять у розкопаних римських містах навколо Везувію (Помпеї, Геркуланум).
Видобуток здійснювався у Монтериджоні поблизу Сієни.
Видобуток землі в районі Сієни тривав до 1940-х років. Сьогодні ґрунти Сієни видобуваються в інших районах Італії (Монте-Аміата, Сардинія, Сицилія), Корсики та в Північній Америці (Аппалачі), оскільки родовища в самій Сієні вичерпані. Крім того, можливе синтетичне виробництво.

## Галерея

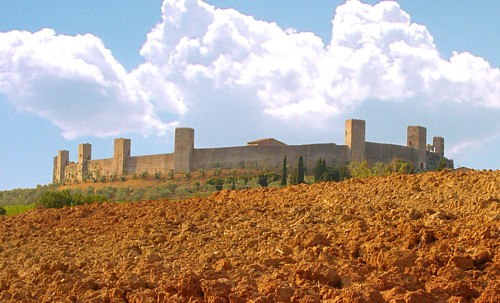
Глинисті ґрунти багаті на лімоніт, гідроксид заліза
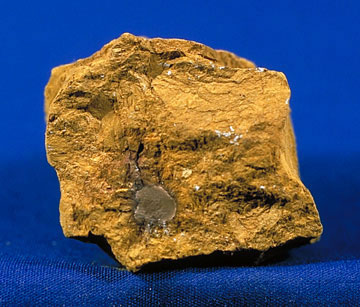
Лімоніт, глина, що містить оксид заліза, що надає колір пігменту
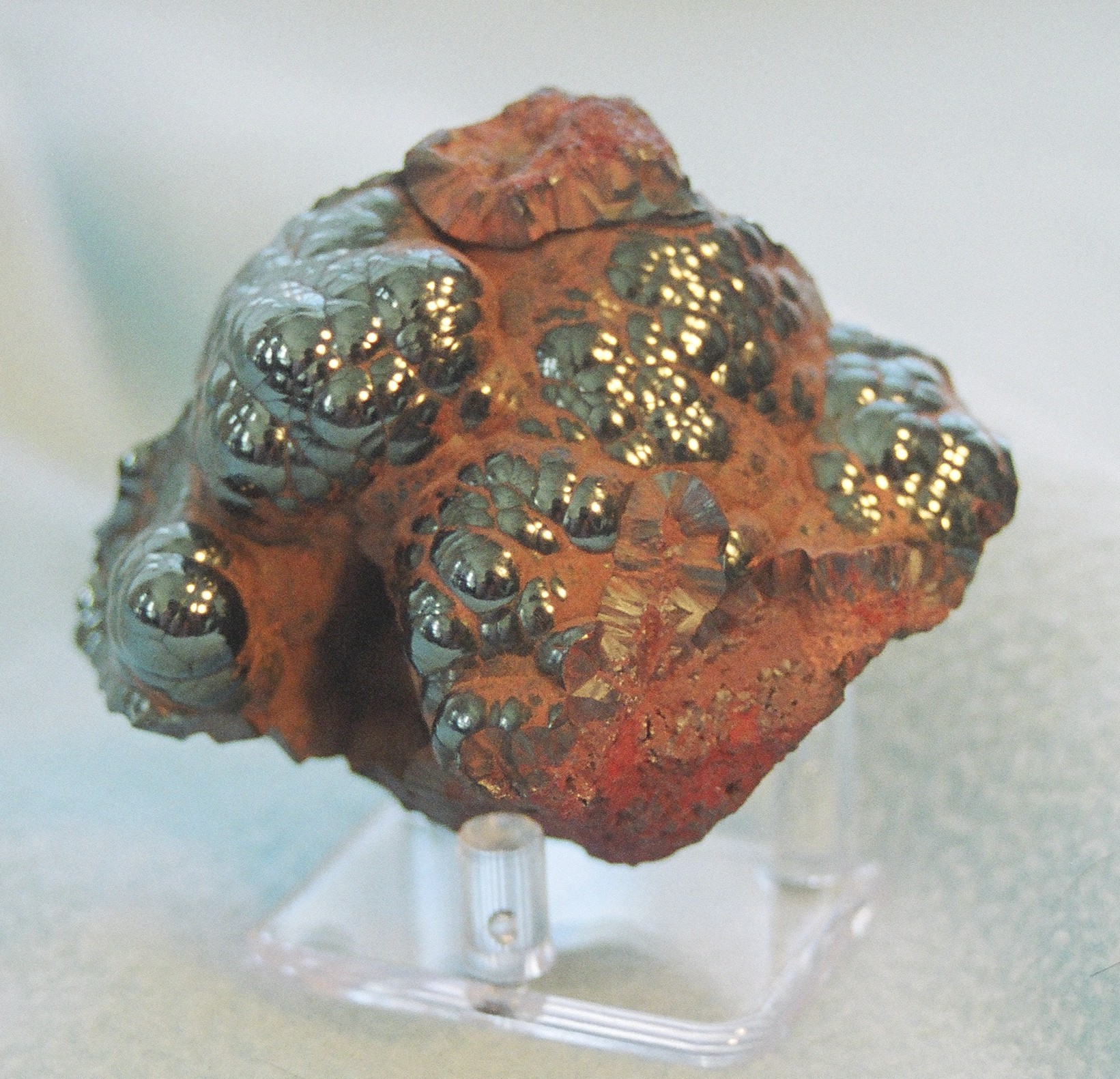
Гематіт, продукт хімічного вивітрювання лімоніту